# Гікмен (Каліфорнія)
Гікмен (англ. Hickman) — переписна місцевість (CDP) в США, в окрузі Станіслаус штату Каліфорнія. Населення — 604 особи (2020).

## Географія
Гікмен розташований за координатами 37°37′51″ пн. ш. 120°44′58″ зх. д. / 37.63083° пн. ш. 120.74944° зх. д. (37.630934, -120.749549).  За даними Бюро перепису населення США в 2010 році переписна місцевість мала площу 2,81 км², з яких 2,79 км² — суходіл та 0,02 км² — водойми. В 2017 році площа становила 2,01 км², уся площа — суходіл.

## Демографія
Згідно з переписом 2010 року, у переписній місцевості мешкала 641 особа в 193 домогосподарствах у складі 160 родин. Густота населення становила 228 осіб/км².  Було 203 помешкання (72/км²).
Расовий склад населення:
| - 78,5 % — білих - 2,3 % — корінних американців - 0,6 % — азіатів - 0,2 % — чорних або афроамериканців - 15,3 % — осіб інших рас |

До двох чи більше рас належало 3,1 %. Частка іспаномовних становила 28,1 % від усіх жителів.
За віковим діапазоном населення розподілялося таким чином: 27,5 % — особи молодші 18 років, 61,7 % — особи у віці 18—64 років, 10,8 % — особи у віці 65 років та старші. Медіана віку мешканця становила 35,2 року. На 100 осіб жіночої статі у переписній місцевості припадало 104,1 чоловіків;  на 100 жінок у віці від 18 років та старших — 101,3 чоловіків також старших 18 років.
Середній дохід на одне домашнє господарство  становив 59 750 доларів США (медіана — 54 375), а середній дохід на одну сім'ю — 67 786 доларів (медіана — 60 313). Медіана доходів становила 58 594 долари для чоловіків та 36 944 долари для жінок. За межею бідності перебувало 13,3 % осіб, у тому числі 19,7 % дітей у віці до 18 років та 9,1 % осіб у віці 65 років та старших.
Цивільне працевлаштоване населення становило 186 осіб. Основні галузі зайнятості: сільське господарство, лісництво, риболовля — 17,7 %, освіта, охорона здоров'я та соціальна допомога — 15,6 %, транспорт — 13,4 %.